# Antonín Stibůrek
Antonín Stibůrek (20. února 1942 Krhanice – 30. prosince 2023) byl český sochař a malíř.

## Život a dílo
V Bechyni vystudoval Střední uměleckoprůmyslovou školu keramickou, poté absolvoval figurální malbu v ateliéru Arnošta Paderlíka na AVU v Praze (1961–1967), kde později pedagogicky působil. Věnoval se převážně malbě a sochařství z neobvyklých materiálů (dřevo, kov, keramika).

## Ocenění
Za svou tvorbu získal za řadu ocenění, mj. na Světovém výtvarném trienale v Ósace: Stříbrná medaile na trienale malby (1993), Cena společnosti pro 21. století na trienale grafiky (1994), Cena Daikin Industrial Company na trienale malby (1996), Cena Kansai Telecasting Corporation na trienale grafiky (1997), Cena Taiyo Kogyo Corporation na trienale plastiky (1998).

## Výstavy
- 1970 Obrazy, objekty, Galerie mladých, Mánes, Praha
- 2008 Nekonečný obraz: Sochy Výstavní síň Mánes, Praha

## Galerie

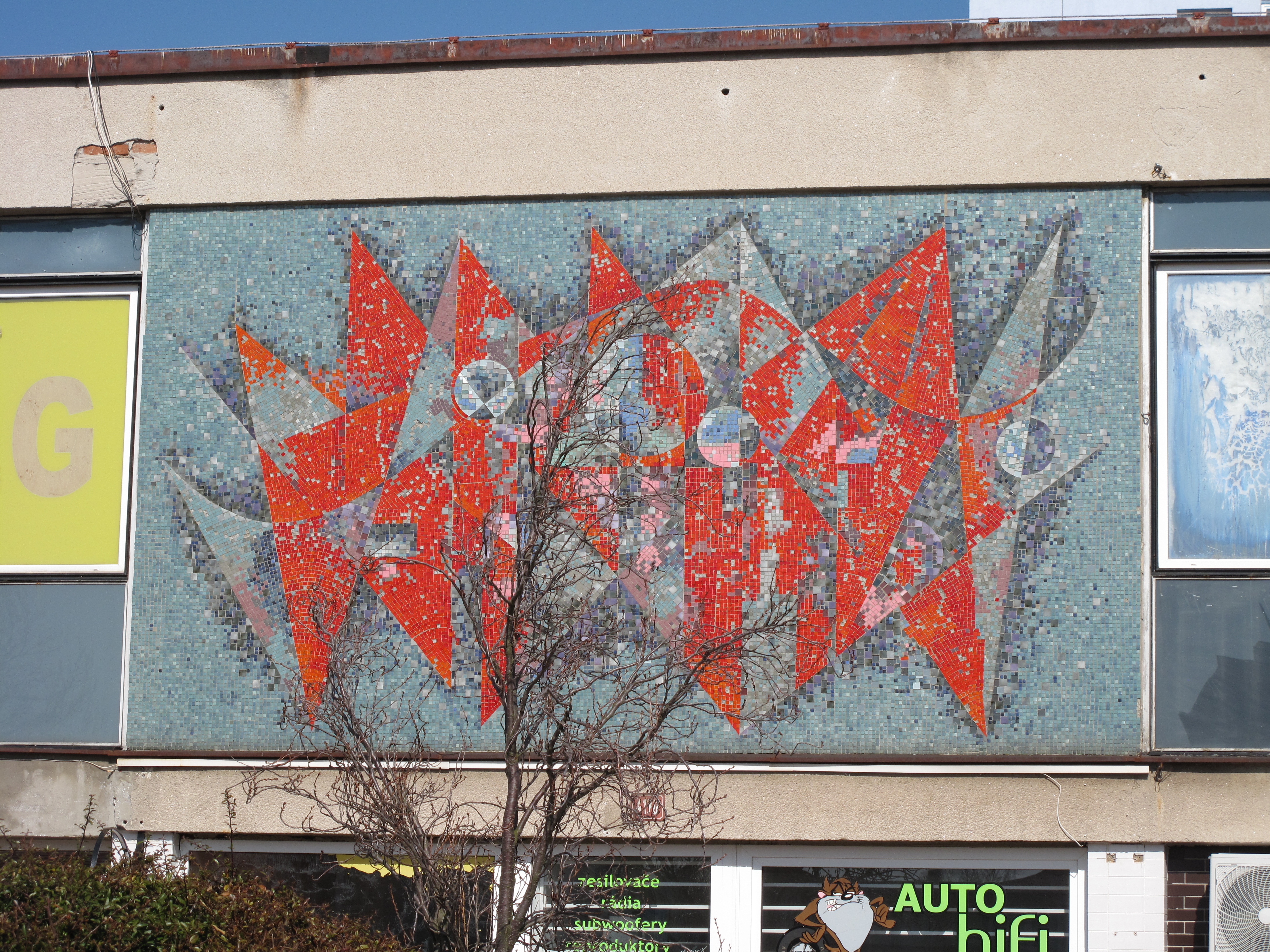
Sklěněná mozaika na středisku obchodu a služeb v Chomutově
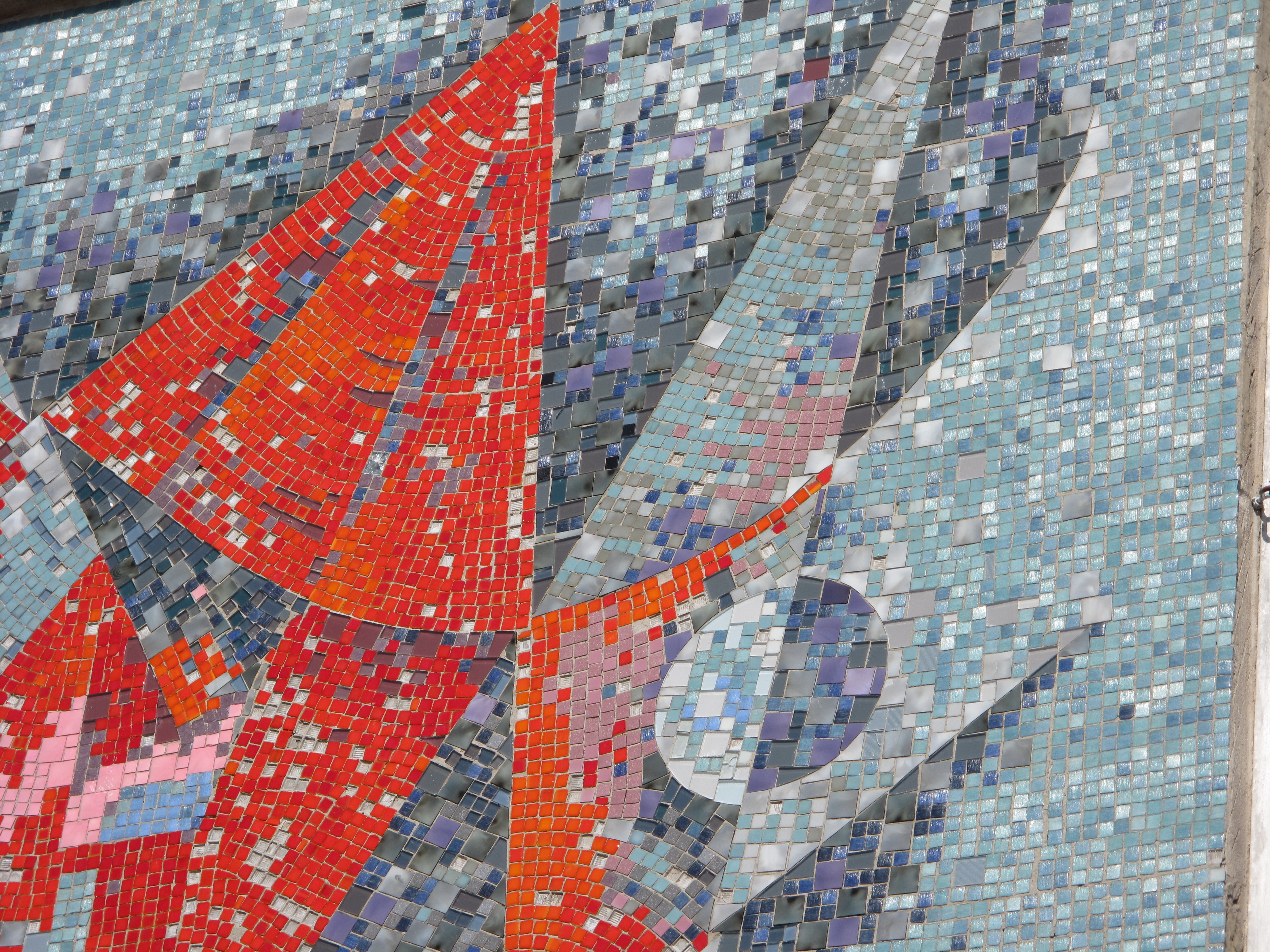
Detail
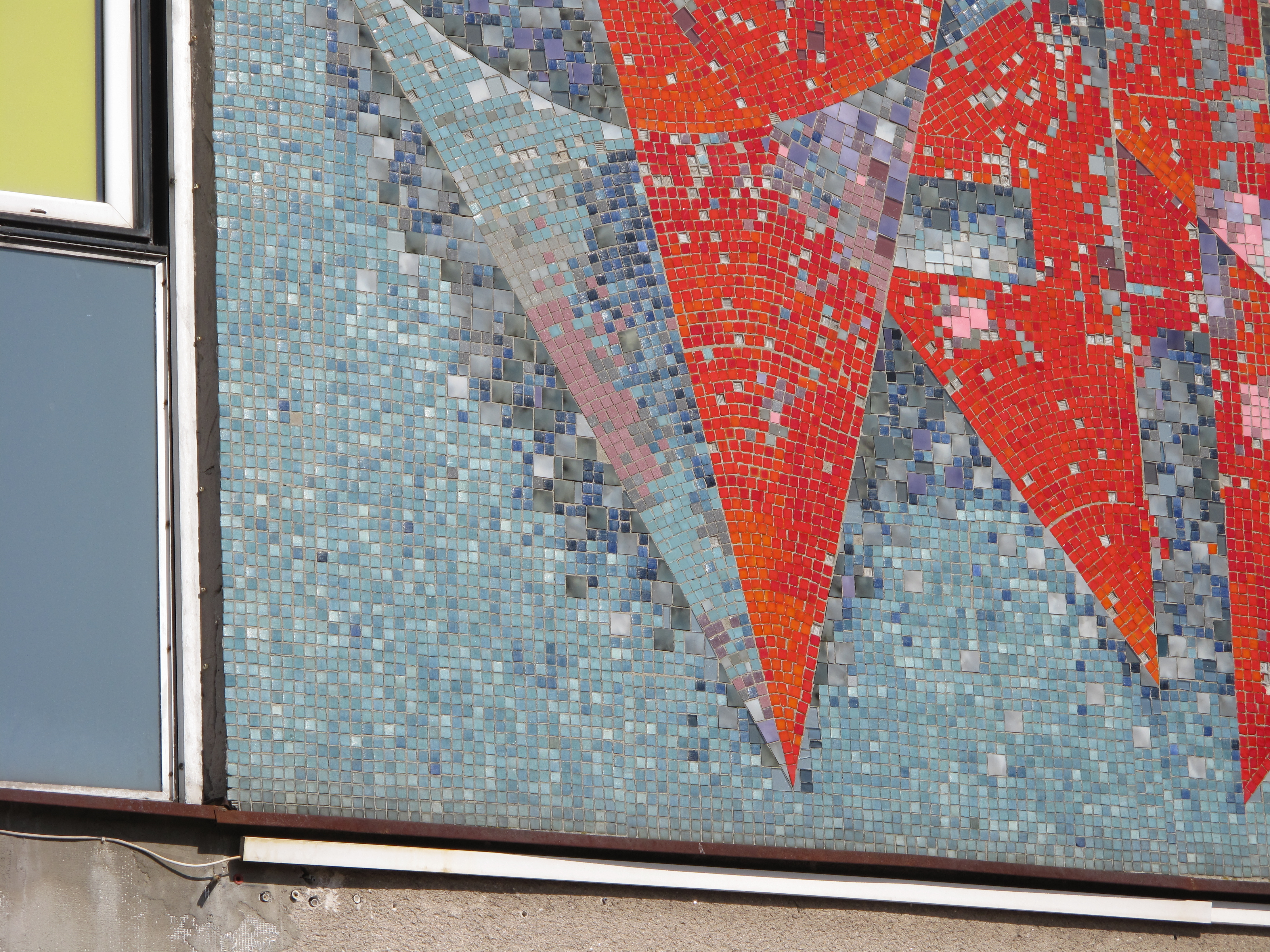
Jiný detail
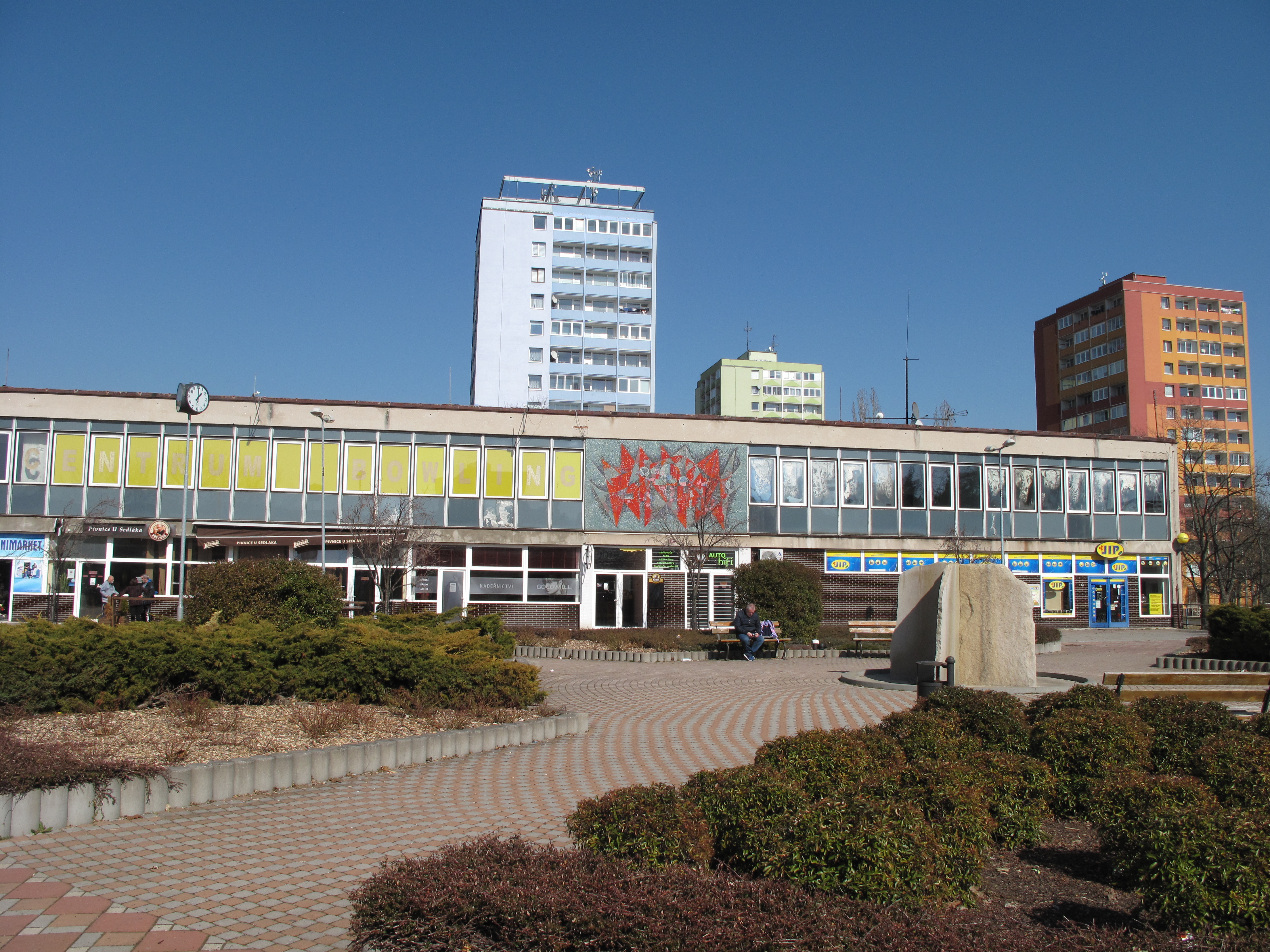
Pohled zdáli